# Ola de calor en India y Pakistán de 2022
La ola de calor en India y Pakistán de 2022 llevó al marzo más caluroso en el oeste del subcontinente indio desde 1901. Llegó inusualmente temprano en el año y se extendió hasta abril, afectando a una gran parte del noroeste del país. Las precipitaciones han sido solo de un cuarto a un tercio de lo normal. Varias ciudades de la India tuvieron altas temperaturas de más de 42,8 °C (109 °F), con Wardha aumentando a 45 °C (113 °F). La ola de calor es notable por ocurrir durante un evento de La Niña.

## Impactos

### Agricultura
Durante las crisis alimentaria de 2022, los primeros informes y la política gubernamental tras los aumentos de los precios del trigo por la invasión rusa de Ucrania sugirieron que India podría exportar más trigo. Sin embargo, la ola de calor causó un aumento de los precios locales y una menor oferta, exacerbada aún más por los aumentos de los precios de los fertilizantes debido a la guerra. La disminución en las cosechas fue impulsada en gran medida por la ola de calor india de 2022, que se espera que reduzca severamente la cosecha de trigo, matando a las plantas durante las últimas semanas donde generalmente están creciendo.

### Escasez de electricidad
India se enfrenta a su peor escasez de electricidad en más de seis años. Las temperaturas abrasadoras obligan a cerrar temprano las escuelas y envían a la gente al interior.